# Черноборская
Черноборская (коми Мирскэй) — деревня в Ижемском районе Республики Коми России. Входит в состав сельского поселения Сизябск.

## Этимология
Происхождение топонима связано с бором Чернöгора, в котором располагалась изба для путешествующих по лесным дорогам. В названии отображён тип местной растительности: чёрный, травяной бор с хорошим подлеском.

## История
На карте 1870—1892 годов населённый пункт обозначен как Черноборская Земская Изба.
По состоянию на 1920 год, в Черноборской имелся один двор и проживало 2 человека (1 мужчина и 1 женщина). В административном отношении входила в состав Сизябской волости Ижмо-Печорского уезда.

## География
Деревня находится в северо-западной части Республики Коми, в пределах Печорской низменности, на левом берегу реки Ижмы, на расстоянии примерно 21 километра (по прямой) к северо-западу от села Ижмы, административного центра района. Абсолютная высота — 36 метров над уровнем моря.
Климат
Климат характеризуется как умеренно континентальный, с продолжительной морозной многоснежной зимой и коротким прохладным летом. Средняя температура воздуха самого тёплого месяца (июля) составляет 14,6 °C; самого холодного (января) — −17,4 °C. Среднегодовое количество атмосферных осадков составляет 527 мм.
Часовой пояс
Черноборская, как и вся Республика Коми, находится в часовой зоне МСК (московское время). Смещение применяемого времени относительно UTC составляет +3:00.

## Население
| 2010 |
| ---- |
| 15   |

Гендерный состав
По данным Всероссийской переписи населения 2010 года в гендерной структуре населения мужчины составляли 46,7 %, женщины — соответственно 53,3 %.
Национальный состав
Согласно результатам переписи 2002 года, в национальной структуре населения коми-ижемцы составляли 83 % из 23 чел.